# フレイザー・フォートジョージ地域
フレイザー・フォートジョージ地域（フレイザー・フォートジョージちいき、英: Fraser-Fort George Regional District）は、ブリティッシュコロンビア州の地方行政区の1つ。州内の東中央部に位置し、アルバータ州と接している。

## 主な都市
- プリンス・ジョージ （Prince George）